# 相原大輔
相原 大輔（あいはら だいすけ、1975年 -）は、日本の推理作家。福岡県生まれ。2003年5月、長編ミステリ『首切り坂』でデビューした。
デビュー作は、光文社の新人発掘企画「KAPPA-ONE登龍門」2nd Seasonの選考を通過したもので、刊行時の帯には若竹七海による推薦の辞が書かれていた。同じくKAPPA-ONE第2期でデビューした作家に浅田靖丸と佐神良がいる。

## 作品リスト
- 首切り坂 （2003年5月、光文社 カッパ・ノベルス）ISBN 978-4334075194
- キルケーの毒草 （2005年1月、光文社 カッパ・ノベルス）ISBN 978-4334076023